# Пикузино
Пикузино (горномар. Тӹрӹнь Йӓктерлӓ) — деревня в Горномарийском районе республики Марий Эл, входит в Усолинское сельское поселение.

## Географическое положение
Деревня Пикузино расположена в 1 км от села Усола, на берегу реки Когоангер.

## История
Впервые в документах деревня упоминается в 1712 году под названием Яктерля. В 1901 году в деревне была открыта церковно-приходская школа. Деревня издавна входила в церковный приход с. Малый Сундырь.

## Население
- 1859 год — 143 чел.
- 1897 год — 128 чел.
- 1915 год — 366 чел.
- 1920 год — 158 чел.
- 1925 год — 165 чел.

| 2002 | 2010 | 2013 | 2014 | 2015 |
| ---- | ---- | ---- | ---- | ---- |
| 105  | ↗107 | ↗122 | ↘116 | ↘113 |

## Инфраструктура
Личное подсобное хозяйство.

## Транспорт
Просёлочные дороги.